# Relações entre Áustria e Macedônia do Norte
Relações entre Áustria e Macedônia do Norte referem-se às relações bilaterais entre aRepública da Áustria e a Macedônia do Norte. As relações diplomáticas entre os dois países foram estabelecidas em 23 de Dezembro de 1994. Áustria mantém uma embaixada em Escópia, enquanto a Macedônia do Norte mantém uma embaixada em Viena.

## Relações
Áustria, enquanto Estado-Membro da União Europeia, apoia os esforços da Macedônia do Norte de aderir à organização. Também apoiou Macedônia durante o processo de liberalização de vistos do país e decisão positiva da Comissão Europeia em 2009, relativa ao início das negociações de adesão entre a UE e a Macedônia.
Áustria é um dos 131 países que reconhecem Macedônia como um nome constitucional.